# Elezioni comunali in Umbria del 2006
Le elezioni comunali in Umbria del 2006 si sono tenute il 28 e 29 maggio (con ballottaggio l'11 e 12 giugno).

## Perugia

### Assisi
|                                       | Claudio Ricci ✔️ Sindaco | 8 482                | 50,62 | Forza Italia                                 | 3 352  | 21,54 | 5  |  |  |
| Alleanza per Assisi                   | Claudio Ricci ✔️ Sindaco | 8 482                | 50,62 | 1 782                                        | 11,45  | 3     |    |  |  |
| Lista Bartolini                       | Claudio Ricci ✔️ Sindaco | 8 482                | 50,62 | 1 742                                        | 11,19  | 3     |    |  |  |
| Democrazia Cristiana per le Autonomie | Claudio Ricci ✔️ Sindaco | 8 482                | 50,62 | 693                                          | 4,45   | 1     |    |  |  |
|                                       | Claudio Passeri          | 4 045                | 24,14 | L'Ulivo                                      | 3 406  | 21,89 | 4  |  |  |
| Partito della Rifondazione Comunista  | Claudio Passeri          | 4 045                | 24,14 | 443                                          | 2,85   | –     |    |  |  |
| Partito dei Comunisti Italiani        | Claudio Passeri          | 4 045                | 24,14 | 433                                          | 2,78   | –     |    |  |  |
| Popolari UDEUR                        | Claudio Passeri          | 4 045                | 24,14 | 136                                          | 0,87   | –     |    |  |  |
| Seggio di coalizione                  | Seggio di coalizione     | Seggio di coalizione | 24,14 | 1                                            |        |       |    |  |  |
|                                       | Antonio Lunghi           | 2 706                | 16,15 | Unione dei Democratici Cristiani e di Centro | 1 380  | 8,87  | 1  |  |  |
| Alleanza Nazionale                    | Antonio Lunghi           | 2 706                | 16,15 | 824                                          | 5,29   | –     |    |  |  |
| Nuovo PSI                             | Antonio Lunghi           | 2 706                | 16,15 | 32                                           | 0,21   | –     |    |  |  |
| Seggio di coalizione                  | Seggio di coalizione     | Seggio di coalizione | 16,15 | 1                                            |        |       |    |  |  |
|                                       | Franco Matarangolo       | 1 523                | 9,09  | La Mongolfiera                               | 1 340  | 8,61  | –  |  |  |
| Seggio di coalizione                  | Seggio di coalizione     | Seggio di coalizione | 9,09  | 1                                            |        |       |    |  |  |
| Totale                                | Totale                   | 16 756               | 100   |                                              | 15 563 | 100   | 20 |  |  |
|                                       |                          |                      |       |                                              |        |       |    |  |  |
| Fonte: Ministero dell'interno         |                          |                      |       |                                              |        |       |    |  |  |

### Città di Castello
| Candidati                                    | Candidati                    | II turno             | II turno         | I turno | I turno | Liste                   | Voti   | %     | Seggi |
| Candidati                                    | Candidati                    | Voti                 | %                | Voti    | %       | Liste                   | Voti   | %     | Seggi |
| -------------------------------------------- | ---------------------------- | -------------------- | ---------------- | ------- | ------- | ----------------------- | ------ | ----- | ----- |
|                                              | Fernanda Cecchini ✔️ Sindaca | 12 316               | 55,83            | 11 969  | 47,84   | Democratici di Sinistra | 5 525  | 24,55 | 10    |
| Socialisti Uniti                             | Fernanda Cecchini ✔️ Sindaca | 12 316               | 55,83            | 11 969  | 47,84   | 3 183                   | 14,15  | 5     |       |
| Partito della Rifondazione Comunista         | Fernanda Cecchini ✔️ Sindaca | 12 316               | 55,83            | 11 969  | 47,84   | 1 200                   | 5,33   | 2     |       |
| Centro Democratico                           | Fernanda Cecchini ✔️ Sindaca | 12 316               | 55,83            | 11 969  | 47,84   | 1 103                   | 4,90   | 1     |       |
| Partito dei Comunisti Italiani               | Fernanda Cecchini ✔️ Sindaca | 12 316               | 55,83            | 11 969  | 47,84   | 477                     | 2,12   | –     |       |
|                                              | Franco Ciliberti             | 9 742                | 44,17            | 7 125   | 28,48   | La Margherita           | 1 625  | 7,22  | 2     |
| Con Ciliberti                                | Franco Ciliberti             | 9 742                | 44,17            | 7 125   | 28,48   | 1 385                   | 6,16   | 1     |       |
| Federazione dei Verdi                        | Franco Ciliberti             | 9 742                | 44,17            | 7 125   | 28,48   | 1 300                   | 5,78   | 1     |       |
| Nuovo PSI                                    | Franco Ciliberti             | 9 742                | 44,17            | 7 125   | 28,48   | 872                     | 3,88   | 1     |       |
| Centro Sinistra Vivo                         | Franco Ciliberti             | 9 742                | 44,17            | 7 125   | 28,48   | 579                     | 2,57   | –     |       |
| Seggio di coalizione                         | Seggio di coalizione         | Seggio di coalizione | 44,17            | 7 125   | 28,48   | 1                       |        |       |       |
|                                              | Giovanni Lignani             | Giovanni Lignani     | Giovanni Lignani | 5 924   | 23,68   | Alleanza Nazionale      | 3 086  | 13,71 | 4     |
| Forza Italia                                 | Giovanni Lignani             | Giovanni Lignani     | Giovanni Lignani | 5 924   | 23,68   | 1 113                   | 4,95   | 1     |       |
| Unione dei Democratici Cristiani e di Centro | Giovanni Lignani             | Giovanni Lignani     | Giovanni Lignani | 5 924   | 23,68   | 714                     | 3,17   | –     |       |
| Lega Nord                                    | Giovanni Lignani             | Giovanni Lignani     | Giovanni Lignani | 5 924   | 23,68   | 237                     | 1,05   | –     |       |
| Castello Libera                              | Giovanni Lignani             | Giovanni Lignani     | Giovanni Lignani | 5 924   | 23,68   | 103                     | 0,46   | –     |       |
| Seggio di coalizione                         | Seggio di coalizione         | Seggio di coalizione | Giovanni Lignani | 5 924   | 23,68   | 1                       |        |       |       |
| Totale                                       | Totale                       | 22 058               | 100              | 25 018  | 100     |                         | 22 502 | 100   | 30    |
|                                              |                              |                      |                  |         |         |                         |        |       |       |
| Fonte: Ministero dell'interno                |                              |                      |                  |         |         |                         |        |       |       |

### Gubbio
| Candidati                      | Candidati                | II turno              | II turno              | I turno | I turno | Liste                                        | Voti   | %     | Seggi |
| Candidati                      | Candidati                | Voti                  | %                     | Voti    | %       | Liste                                        | Voti   | %     | Seggi |
| ------------------------------ | ------------------------ | --------------------- | --------------------- | ------- | ------- | -------------------------------------------- | ------ | ----- | ----- |
|                                | Orfeo Goracci ✔️ Sindaco | 11 147                | 60,92                 | 9 831   | 48,22   | Partito della Rifondazione Comunista         | 4 850  | 25,74 | 11    |
| Sinistra Unita                 | Orfeo Goracci ✔️ Sindaco | 11 147                | 60,92                 | 9 831   | 48,22   | 2 798                                        | 14,85  | 6     |       |
| Federazione dei Verdi          | Orfeo Goracci ✔️ Sindaco | 11 147                | 60,92                 | 9 831   | 48,22   | 473                                          | 2,51   | 1     |       |
|                                | Paolo Barboni            | 7 152                 | 39,08                 | 7 955   | 39,02   | Democratici di Sinistra                      | 4 334  | 23,00 | 5     |
| Socialisti Uniti               | Paolo Barboni            | 7 152                 | 39,08                 | 7 955   | 39,02   | 1 728                                        | 9,17   | 2     |       |
| Rinascita Eugubina             | Paolo Barboni            | 7 152                 | 39,08                 | 7 955   | 39,02   | 994                                          | 5,28   | 1     |       |
| Partito dei Comunisti Italiani | Paolo Barboni            | 7 152                 | 39,08                 | 7 955   | 39,02   | 906                                          | 4,81   | 1     |       |
| Gubbio per l'Ambiente          | Paolo Barboni            | 7 152                 | 39,08                 | 7 955   | 39,02   | 213                                          | 1,13   | –     |       |
| Italia dei Valori              | Paolo Barboni            | 7 152                 | 39,08                 | 7 955   | 39,02   | 204                                          | 1,08   | –     |       |
| Seggio di coalizione           | Seggio di coalizione     | Seggio di coalizione  | 39,08                 | 7 955   | 39,02   | 1                                            |        |       |       |
|                                | Gianfrancesco Chiocci    | Gianfrancesco Chiocci | Gianfrancesco Chiocci | 1 109   | 5,44    | Alleanza Nazionale                           | 969    | 5,14  | –     |
| Seggio di coalizione           | Seggio di coalizione     | Seggio di coalizione  | Gianfrancesco Chiocci | 1 109   | 5,44    | 1                                            |        |       |       |
|                                | Rocco Girlanda           | Rocco Girlanda        | Rocco Girlanda        | 1 021   | 5,01    | Forza Italia                                 | 951    | 5,05  | –     |
| Seggio di coalizione           | Seggio di coalizione     | Seggio di coalizione  | Rocco Girlanda        | 1 021   | 5,01    | 1                                            |        |       |       |
|                                | Antonino Piano           | Antonino Piano        | Antonino Piano        | 307     | 1,51    | Unione dei Democratici Cristiani e di Centro | 291    | 1,54  | –     |
|                                | Fabio Fiorucci           | Fabio Fiorucci        | Fabio Fiorucci        | 165     | 0,81    | Destra                                       | 129    | 0,68  | –     |
| Totale                         | Totale                   | 18 299                | 100                   | 20 388  | 100     |                                              | 18 840 | 100   | 30    |
|                                |                          |                       |                       |         |         |                                              |        |       |       |
| Fonte: Ministero dell'interno  |                          |                       |                       |         |         |                                              |        |       |       |